# Пургаторио (Трапани)
Пургаторио је насеље у Италији у округу Трапани, региону Сицилија.
Према процени из 2011. у насељу је живело 351 становника. Насеље се налази на надморској висини од 270 м.